# Motta d'Affermo
Motta d'Affermo är en ort och kommun i storstadsregionen Messina, innan 2015 i provinsen Messina, i regionen Sicilien i sydvästra Italien. Kommunen hade 717 invånare (2017).